# Mihajlo Sekulović
Mihajlo Sekulović (ur. 22 lipca 1991 w Titogradzie) – czarnogórski koszykarz, występujący na pozycjach silnego skrzydłowego lub środkowego, obecnie zawodnik Miasta Szkła Krosno.

## Osiągnięcia
Stan na 26 listopada 2018, na podstawie, o ile nie zaznaczono inaczej.
Klubowe
- Wicemistrz Czarnogóry (2014)
- Uczestnik rozgrywek Bałtyckiej Ligi Koszykówki (2011–2013)

Reprezentacja
- Uczestnik:
  - uniwersjady (2015 – 13. miejsce)
  - mistrzostw Europy:
    - U–20 (2011 – 7. miejsce)
    - U–16 dywizji B (2007)